# Sextant
Sextant — одинадцятий студійний альбом Гербі Генкока, виданий у 1973 році лейблом «Columbia». Це його останній альбом із колективом періоду «Мвандіші» на початку 70-х.
Випущений 30 березня 1973 року, був першим альбомом Гербі Генкока на «Columbia Records», і останнім періоду «Мвандіші». Альбом продемонстрував раннє прийняття Генкоком синтезаторів та електронних ефектів.
AllMusic назвав альбом «самоцвітом», який має «свого роду постмодальний, вільний імпресіонізм, одночасно прикрашаючи обрії фанку». Журнал Ролінг Стоун писав, що, «черпаючи ідеї із закручених, анархічних» альбомів Bitches Brew та On the Corner [Майлза] Девіса, Генкок «пішов ще далі у космічний простір […], більша частина Секстанта, з його щебечущими, розтріскуючими ефектами, виглядає як примітивна версія музики ембієнт 1990-х». Журнал Paste Magazine назвав цей альбом «шедевром аван-фанку».

## Трек-лист
Всі композиції склав Гербі Генкок
| #  | Назва            | Тривалість |
| -- | ---------------- | ---------- |
| 1. | «Rain Dance»     | 9:16       |
| 2. | «Hidden Shadows» | 10:11      |
| 3. | «Hornets»        | 19:35      |

## Виконавці
- Гербі Генкок — фортепіано, Родес-піано, клавінет, Мелторон, ARP 2600, ARP Pro Soloist, синтезатор Муга
- Бенні Мопін — саксофон сопрано, басовий кларнет, піколо, кабаца
- Едді Хендерсон — труба, флюгельгорн
- Джуліан Прістер — тромбон, тронка
- Бастер Вільямс — бас-гітара, контрабас
- Біллі Харт — ударні
- Патрік Глісон — синтезатори ARP 2600, ARP Pro Soloist[en]
- Бак Кларк — перкусія